# Dieter Oberndörfer

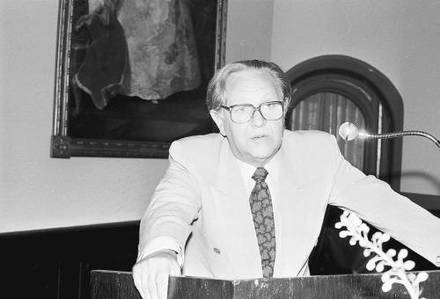
Dieter Oberndörfer beim Festakt zum 40-jährigen Bestehen des Ausländerbeirates der Bundesrepublik, Freiburg im Breisgau 1989

Dieter Oberndörfer (* 5. November 1929 in Nürnberg) ist ein deutscher Politikwissenschaftler. Bis zu einer Emeritierung 1997 hatte er einen Lehrstuhl für Politikwissenschaft an der Universität Freiburg im Breisgau. Oberndörfer gilt als bedeutender Vertreter der Freiburger Schule der Politikwissenschaft, Wahlforscher und Experte für Entwicklungshilfe, Nationalismus, Migration und Demografie.

## Leben
Nach dem Abitur am Wilhelmsgymnasium in München absolvierte Oberndörfer von 1949 bis 1955 ein Studium der Theologie, Philosophie, Geschichte und Soziologie in München, am Davidson College N.C./USA und in Erlangen. 1955 erfolgte die Promotion zum Dr. phil. an der Erlanger Universität mit dem Thema Von der Einsamkeit des Menschen in der modernen amerikanischen Gesellschaft. 1959 erfolgt seine Habilitation für Politikwissenschaft und Soziologie. 1963 wurde Oberndörfer als ordentlicher Professor für Wissenschaftliche Politik und Soziologie auf einen Lehrstuhl für Politikwissenschaft in Freiburg berufen, den er bis zu seiner Emeritierung 1997 innehatte. In dieser Funktion Direktor des Seminars für Wissenschaftliche Politik und Leiter des Colloquium Politicum der Freiburger Universität. Mehrere Rufe an andere Universitäten lehnte er ab. Von 1964 bis 2001 (seit 1972 mit Professor Theodor Hanf) war Oberndörfer Direktor des Arnold-Bergstraesser-Instituts in Freiburg, an dessen Aufbau er nach Bergstraessers Tod 1964 wesentlich beteiligt war. Zu seinen akademischen Schülern gehören u. a. Detlef Bald, Herbert Dittgen, Rolf Elble, Dietrich Genschel, Hans-Joachim Harder, Rainer Hoffmann, Wolfgang Jäger, Gerd Mielke, Dieter Salomon und Udo Ulfkotte.
Stichworte zur Charakterisierung der breitgefächerten wissenschaftlichen und wissenschaftspolitischen Aktivitäten Oberndörfers: Entwicklungspolitische Forschungen in Lateinamerika, Afrika und Südostasien, gefördert u. a. durch die DFG, die VW- und Thyssenstiftung, Gutachter für BMZ, Bundeskanzleramt, Bundestag, Kirchen und Politische Stiftungen (Adenauer-, Ebert-, Seidel-, Naumann- und Böll-Stiftung), Mitwirkung in zahlreichen Beratungsgremien (u. a. deutsche UNESCO-Kommission, Wissenschaftlicher Beirat BMZ, Verwaltungsrat des DED, Planungsausschuss Konrad-Adenauer-Stiftung, Kammer der EKD für kirchlichen Entwicklungsdienst), ferner Aufbau der Forschungsgruppe Wahlen am Seminar für Politikwissenschaft der Universität Freiburg und umfangreiche publizistische Tätigkeit.
Von 1991 bis 1994 war er Vorsitzender des Gründungsausschusses der Wirtschafts- und Sozialwissenschaftlichen Fakultät der Universität Rostock und hatte Gastprofessuren 1996/97 Bologna Center der Johns Hopkins University (Stephen Muller Chair), 1995 Dartmouth College N.H./USA (Harriet Chair) und 1989 Stiftung Wissenschaft und Politik/Ebenhausen.
2013 war er Vorsitzender des Arnold-Bergstraesser-Instituts e. V., zweiter Vorsitzender im Rat für Migration e. V. (dessen einfaches Mitglied er auch 2017 noch ist), Vorsitzender des Instituts für Politische Bildung – Studienhaus Wiesneck/Buchenbach, Mitglied im Kuratorium des Instituts für Entwicklungspolitik/Universität Bochum und wissenschaftlicher Beirat der Otto Benecke Stiftung. 2015 wurde er zum Ehrensenator der Universität Rostock ernannt.
Dieter Oberndörfer lebt heute in Rostock. Seine Ehefrau Conchita Hübner-Oberndörfer lehrte bis zu ihrer Pensionierung 2019 als Akademische Oberrätin am Institut für Politik- und Verwaltungswissenschaften der Universität Rostock. Sie starb am 8. September 2022 nach schwerer Krankheit.

## Auszeichnungen
- 1989 Bundesverdienstkreuz 1. Klasse
- 1989 Verdienstmedaille der Universität Freiburg
- 1994 Großes Bundesverdienstkreuz
- 1994 Erwin Stein Preis der Erwin Stein Stiftung
- 1994 Dr. h. c. Universität Rostock
- 2001 Ehrenmitgliedschaft Deutsche UNESCO-Kommission
- 2007 Ehrenmitgliedschaft Alumni-Verein Rostocker Politikwissenschaft e. V.[3]
- 2015 Ehrensenator der Universität Rostock[4]

## Schriften (Auswahl)
- Arnold Bergstraesser. Demokratischer Aufbruch und weltbürgerliche Verantwortung. Kohlhammer, Stuttgart 2024, ISBN 978-3-17-044969-5.
- Zur Geschichte des Arnold-Bergstraesser-Instituts. Eine Dokumentation und persönliche Erinnerungen. Arnold-Bergstraesser-Institut, Freiburg im Breisgau 2011, ISBN 978-3-928597-61-6.
- Ende des Nationalstaates? In: Caroline Y. Robertson-von Trotha (Hrsg.): Europa in der Welt – die Welt in Europa (= Kulturwissenschaft interdisziplinär/Interdisciplinary Studies on Culture and Society, Bd. 1). Baden-Baden 2006, ISBN 978-3-8329-1934-4
- Deutschland in der Abseitsfalle. Herder Spektrum, 189 S., Herder 2005, ISBN 3-451-05551-1
- Klassische Staatsphilosophie: Texte und Einführungen von Platon bis Rousseau. München: Beck 2000; ausgewählt und hrsg. mit Beate Rosenzweig, ISBN 3-406-42165-2
- Der Wahn des Nationalen. Die Alternative der offenen Republik. Freiburg, Basel, Wien 1993, 1994 (= Herder Spektrum 4279).
- Die offene Republik – zur Zukunft Deutschlands und Europas. Freiburg im Breisgau, Basel, Wien: Herder 1991, ISBN 3-451-04034-4
- Einwanderungs- und Eingliederungspolitik als Gestaltungsaufgaben. Gütersloh 1993 2. Aufl., mit U. Berndt
- Parteien und regionale politische Traditionen in der Bundesrepublik Deutschland. Berlin: Duncker und Humblot 1991; ISBN 3-428-07026-7, hrsg. mit Karl Schmitt
- Schutz der tropischen Regenwälder. Beck, München 1989 (Gutachten für den Weltwirtschaftsgipfel)
- Stabilität und Wandel in der westdeutschen Wählerschaft: das Verhältnis von Sozialstruktur und Wahlverhalten im Zeitraum von 1976 bis 1987. Freiburg i. Br.: Arnold-Bergstraesser-Institut 1990, ISBN 3-9801944-3-4, mit Gerd Mielke
- Entwicklungspolitik. Stuttgart u. a.: Kohlhammer 1986, ISBN 3-17-009003-8, hrsg. mit Theodor Hanf
- Begegnungen mit Kurt Georg Kiesinger. 1984.
- Verwaltung und Politik in der Dritten Welt: Problemskizze, Fallstudien, Bibliographie. Berlin: Duncker und Humblot 1981, ISBN 3-428-04841-5.
- Von der Einsamkeit des Menschen in der modernen amerikanischen Gesellschaft. 2. Auflage. Rombach, Freiburg im Breisgau 1961.